# Úmbita
Úmbita – miasto w Kolumbii, w departamencie Boyacá.